# Список хет-триків чемпіонату світу з футболу

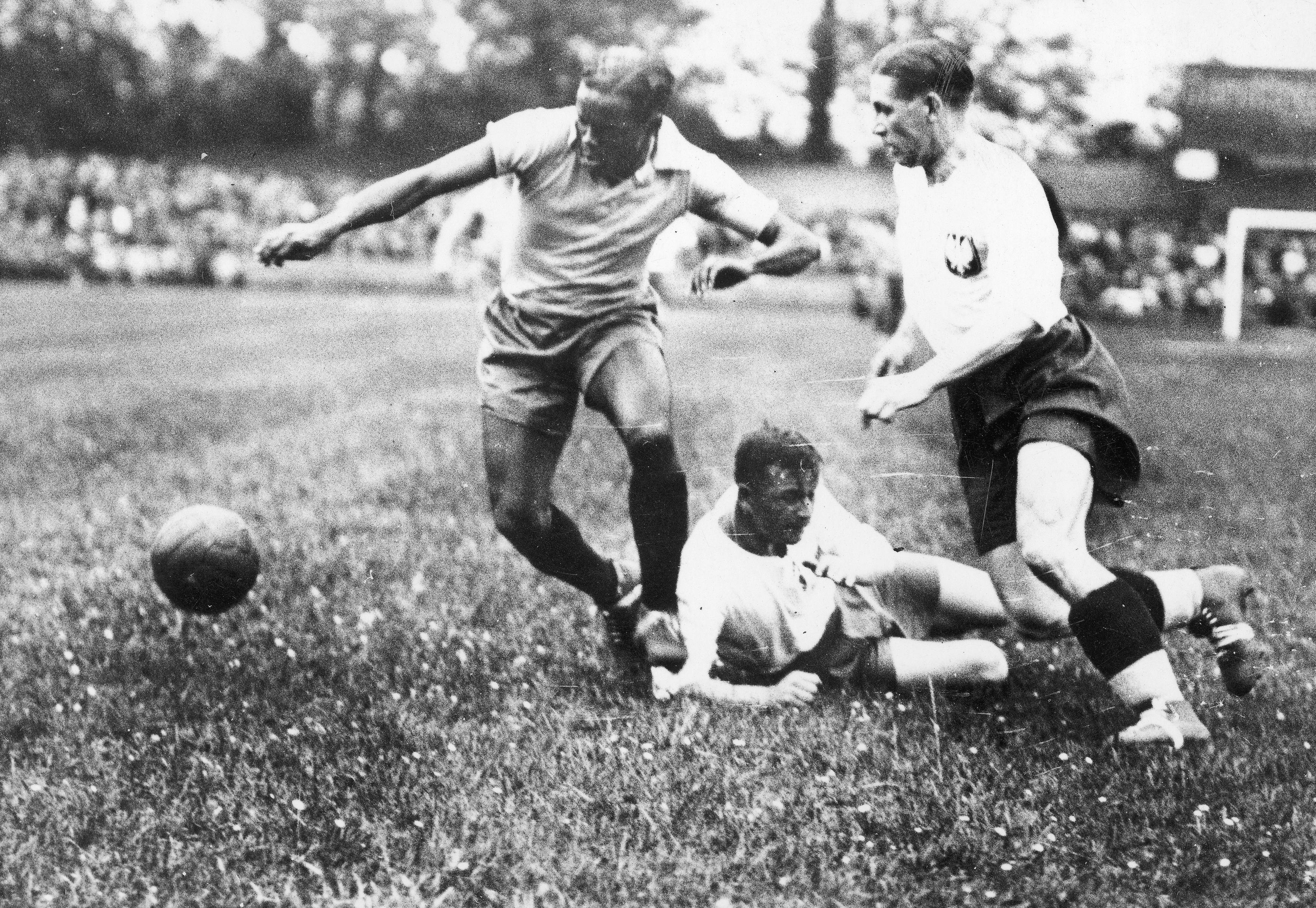
Матч Бразилія—Польща (6:5) на Чемпіонаті світу 1938 року, у якому обидві команди зробили по хет-трику. З м'ячем автор 3 голів бразилець Леонідас да Сілва; за поляків 4 м'ячі забив Ернест Вілімовський.

Хет-трик (англ. Hat-trick) — футбольний термін, який позначає три голи, забиті одним футболістом протягом одного матчу. З моменту початку проведення світових футбольних першостей, у 1930 році й до 21-го мундіалю, 2018 року, гравцями-учасниками зроблено 54 хет-трики.
Найпершим автором хет-трику на чемпіонатах світу з футболу є гравець збірної США Берт Петноуд, який забив 3 голи у ворота збірної Парагваю на чемпіонаті світу 1930 в Уругваї. Останнім футболістом, що забив 3 м'ячі в одній грі, наразі є француз Кіліан Мбаппе, який оформив хет-трик у ворота збірної Аргентини у фіналі чемпіонату світу 2022 у Катарі.

## Статистика
54 хет-трики були забиті 50 футболістами. Угорець Шандор Кочиш (1954), француз Жуст Фонтен (1958), німець Герд Мюллер (1970) та аргентинець Габрієль Батістута (1994 та 1998) забивали по 3 м'ячі за гру двічі.
Шістьом футболістам вдавалося забивати понад 3 голи за гру. Поляк Ернест Вілімовський (1938), бразилець Адемір (1950), угорець Шандор Кочиш (1954), француз Жуст Фонтен (1958), португалець Еусебіу (1966) та іспанець Еміліо Бутрагеньйо (1986) ставали авторами покерів. Єдиним гравцем, який забив 5 голів у матчі чемпіонату світу, став нападник збірної Росії Олег Саленко на чемпіонаті світу 1994 року у США.
У трьох матчах світових першостей з футболу було зафіксовано по 2 хет-трики. На чемпіонаті світу 1938 року гравці шведської збірної Густав Веттерстрем і Гаррі Андерссон забили по 3 голи у ворота збірної Куби, що дозволило шведській збірній виграти з рахунком 8:0. У тому ж 1938 році у матчі між збірними Бразилії і Польщі, що завершився з рахунком 6:5, 3 м'ячі забив бразилець Леонідас да Сілва та 4 м'ячі — поляк Ернест Вілімовський. На чемпіонаті світу 1954 року у чвертьфіналі між збірними Австрії та Швейцарії (рахунок 7:5) авторами хет-триків стали австрієць Теодор Вагнер та швейцарець Йозеф Гюгі.
Двічі хет-трики траплялися у фіналох світових чемпіонатів: у фіналі 1966 року англієць Джефф Герст забив три м'ячі у ворота збірної ФРН — матч завершився з рахунком 4:2 на користь англійців; 2022 року гравець збірної Франції Кіліан Мбаппе так само відзначився 3 голами у ворота збірної Аргентини, втім французи свій фінальний поєдинок програли у серії пенальті — 4:2 (3:3 в основний і додатковий час).
Наймолодшим автором хет-трику є бразилець Пеле, який забив 3 м'ячі у ворота збірної Франції у чвертьфіналі чемпіонату світу 1958 року у віці 17 років та 244 днів. Найстаршим автором хет-трику є гравець збірної Португалії Кріштіану Роналду, який забив 3 голи у ворота іспанської збірної на чемпіонаті 2018 року у віці 33 років.
Найшвидшим хет-триком в історії футбольних мундіалів є 3 голи Ласло Кішша у ворота збірної Сальвадору на чемпіонаті світу 1982 року, забиті менш ніж за вісім хвилин.

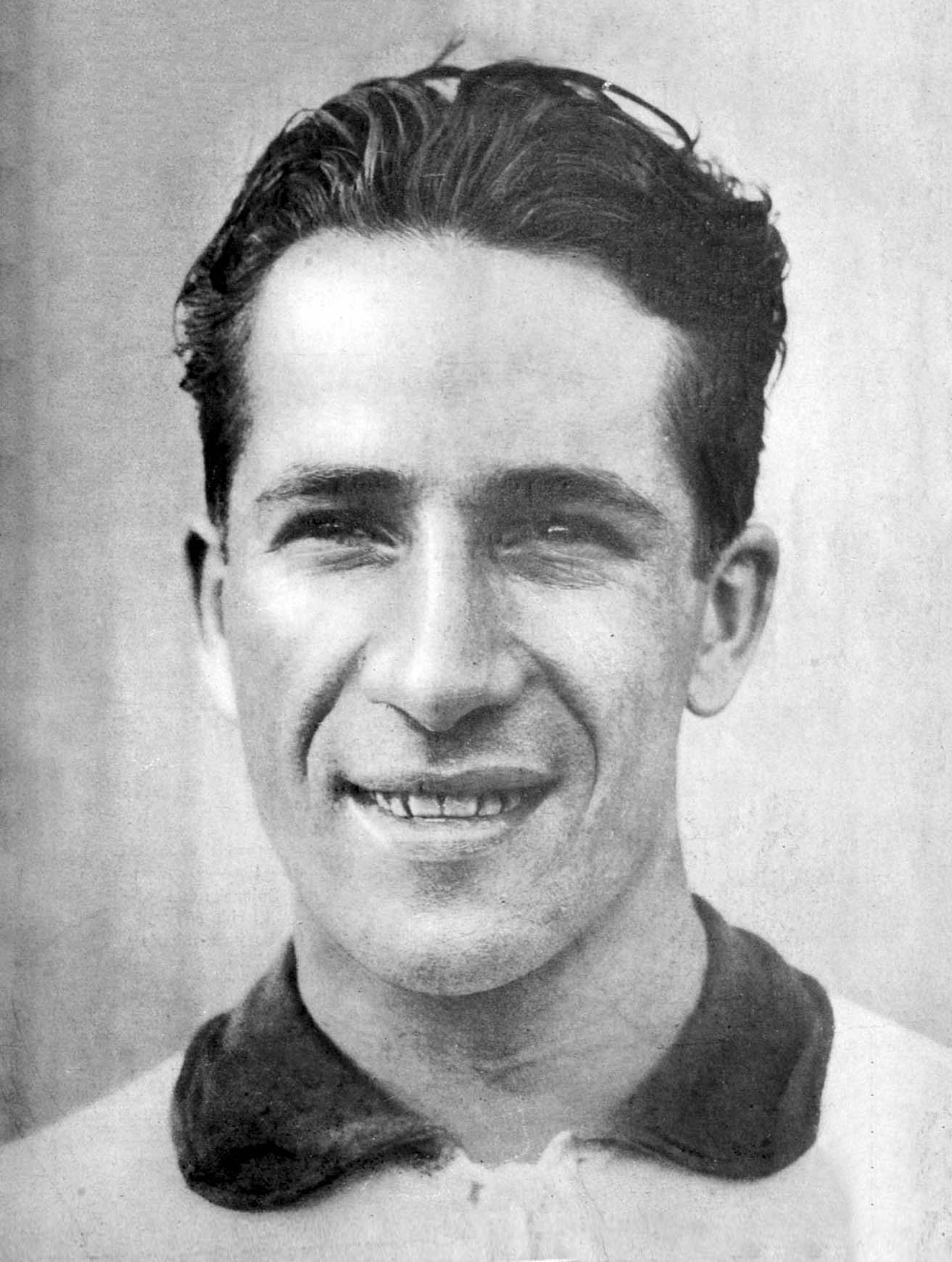
Гільєрмо Стабіле до 2006 року вважався автором найпершого хет-трику.
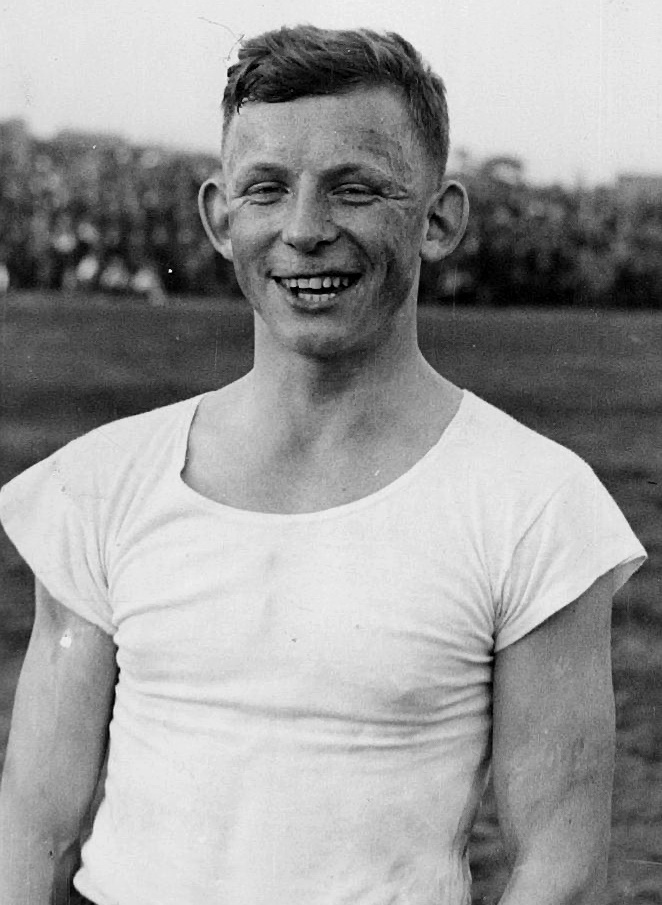
Ернест Вілімовський першим забив 4 голи в одному матчі.
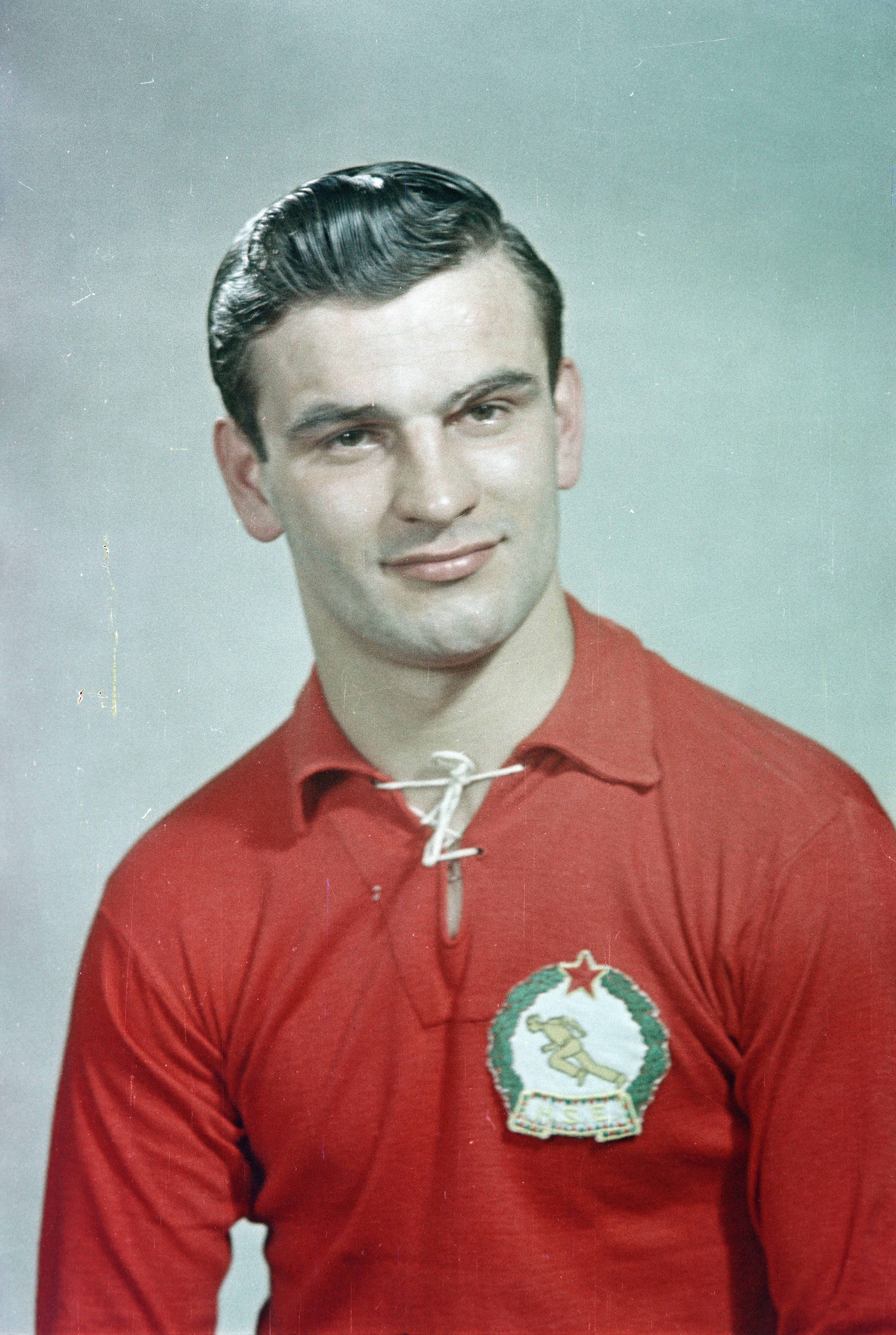
Шандор Кочиш став першим, хто забив 2 хет-трики.
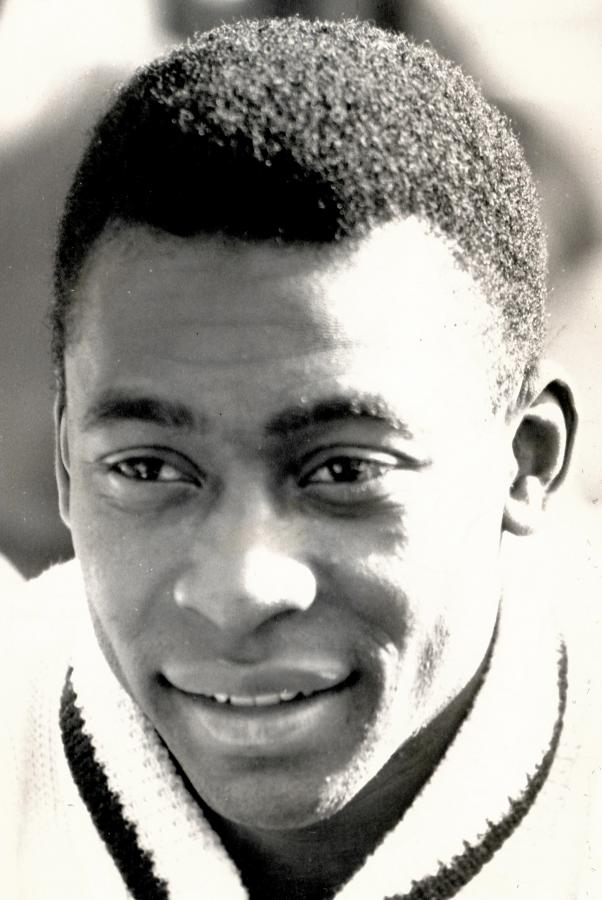
Пеле забив хет-трик у віці 17 років.
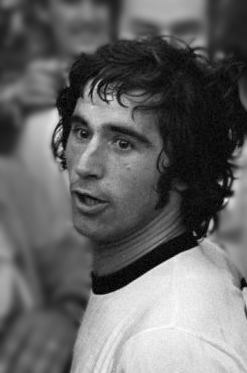
Герд Мюллер — автор 2-х хет-триків на Чемпіонаті світу 1970.
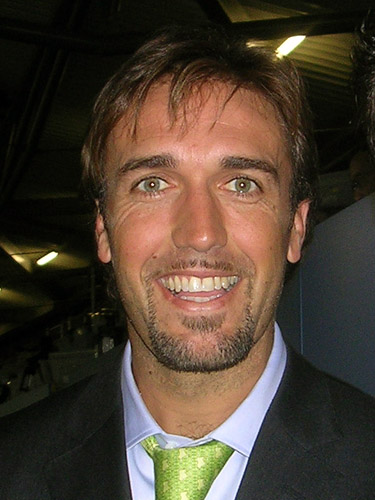
Габрієль Батістута — єдиний футболіст, який робив хет-трики на двох Чемпіонатах світу.

## Спірні хет-трики
Протягом тривалого часу автором першого хет-трику на чемпіонатах світу з футболу вважався аргентинець Гільєрмо Стабіле, який відзначився трьома голами у ворота збірної Мексики 19 липня 1930 року на першості світу в Уругваї. Проте, 10 листопада 2006 року ФІФА офіційно оголосила першим автором хет-трику американця Берта Петноуда — автора трьох голів у ворота збірної Парагваю. Хоча Федерація футболу США завжди визнавала Петноуда автором хет-трику у ворота парагвайців, в офіційному протоколі ФІФА стверджувалося, що Петноуд забив тільки перший і третій голи, а другий м'яч був на рахунку Тома Флорі; RSSSF стверджувала, що другий м'яч — автогол парагвайців. Також зустрічалися відомості, що другий гол у матчі могли забити Барт Макгі чи Біллі Гонсалвес.
Деякі джерела вказують на хет-трики шведа Туре Келлера та угорця Дьюли Женгеллера, не вказані в цьому списку. Так, Туре Келлеру приписують 3 м'ячі у ворота збірної Куби у чвертьфінальному матчі 12 червня 1938 року. На тому ж таки чемпіонаті світу 1938 за деякими даними Дьюла Женгеллер став автором хет-трику у півфінальній грі проти шведської збірної.

## Список хет-триків
Жирним  позначено футболістів, які стали найкращими бомбардирами відповідних чемпіонатів. Піктограмами медалей (, , ) позначено футболістів, які займали призові місця на відповідних чемпіонатах.
| №  | Футболіст             | Голи                             | Команда        | Рахунок        | Супротивник       | Чемпіонат світу | Дата           | Місце матча                                 | Стадія           | Прим.  |
| -- | --------------------- | -------------------------------- | -------------- | -------------- | ----------------- | --------------- | -------------- | ------------------------------------------- | ---------------- | ------ |
| 1  | Берт Петноуд          | 10', 15', 50'                    | США            | 3-0            | Парагвай          | 1930            | 17 липня 1930  | Монтевідео, Парк Сентраль                   | Груповий турнір  | [ 1 ]  |
| 2  | Гільєрмо Стабіле      | 8', 17', 80'                     | Аргентина      | 6-3            | Мексика           | 1930            | 19 липня 1930  | Монтевідео, Сентенаріо                      | Груповий турнір  | [ 17 ] |
| 3  | Педро Сеа             | 18', 67', 72'                    | Уругвай        | 6-1            | Югославія         | 1930            | 27 липня 1930  | Монтевідео, Сентенаріо                      | Півфінал         | [ 18 ] |
| 4  | Едмунд Конен          | 66', 70', 87'                    | Німеччина      | 5-2            | Бельгія           | 1934            | 27 травня 1934 | Флоренція, Джованні Берта                   | Попередній раунд | [ 19 ] |
| 5  | Анджело Ск'явіо       | 18', 29', 64'                    | Італія         | 7-1            | США               | 1934            | 27 травня 1934 | Рим, Націонале ПНФ                          | Попередній раунд | [ 20 ] |
| 6  | Олдржих Неєдлий       | 21', 69', 80'                    | Чехословаччина | 3-1            | Німеччина         | 1934            | 3 червня 1934  | Рим, Націонале ПНФ                          | Півфінал         | [ 21 ] |
| 7  | Леонідас да Сілва     | 18', 89', 93'                    | Бразилія       | 6-5 (д.ч.)     | Польща            | 1938            | 5 червня 1938  | Страсбург, Стад де ла Мено                  | Перший раунд     | [ 3 ]  |
| 8  | Ернест Вілімовський   | 53', 59', 89', 118'              | Польща         | 5-6 (д.ч.)     | Бразилія          | 1938            | 5 червня 1938  | Страсбург, Стад де ла Мено                  | Перший раунд     | [ 3 ]  |
| 9  | Густав Веттерстрем    | 22', 37', 44'                    | Швеція         | 8-0            | Куба              | 1938            | 12 червня 1938 | Антіб, Фор Карре                            | Чвертьфінал      | [ 10 ] |
| 10 | Гаррі Андерссон       | 9', 81', 89'                     | Швеція         | 8-0            | Куба              | 1938            | 12 червня 1938 | Антіб, Фор Карре                            | Чвертьфінал      | [ 10 ] |
| 11 | Оскар Мігес           | 14', 40', 51'                    | Уругвай        | 8-0            | Болівія           | 1950            | 2 липня 1950   | Белу-Оризонті, Індепенденсія                | Груповий турнір  | [ 22 ] |
| 12 | Адемір                | 17', 36', 52', 58'               | Бразилія       | 7-1            | Швеція            | 1950            | 9 липня 1950   | Ріо-де-Жанейро, Маракана                    | Фінальний раунд  | [ 4 ]  |
| 13 | Шандор Кочиш          | 24', 36', 50'                    | Угорщина       | 9-0            | Південна Корея    | 1954            | 17 червня 1954 | Цюрих, Гардтурм                             | Груповий турнір  | [ 23 ] |
| 14 | Карлос Борхес         | 17', 47', 57'                    | Уругвай        | 7-0            | Шотландія         | 1954            | 19 червня 1954 | Базель, Санкт-Якоб                          | Груповий турнір  | [ 24 ] |
| 15 | Еріх Пробст           | 4', 21', 24'                     | Австрія        | 5-0            | Чехословаччина    | 1954            | 19 червня 1954 | Цюрих, Гардтурм                             | Груповий турнір  | [ 25 ] |
| 16 | Бурхан Саргин         | 37', 64', 70'                    | Туреччина      | 7-0            | Південна Корея    | 1954            | 20 червня 1954 | Женева, Шарміль                             | Груповий турнір  | [ 26 ] |
| 17 | Шандор Кочиш          | 3', 21', 69', 78'                | Угорщина       | 8-3            | ФРН               | 1954            | 20 червня 1954 | Базель, Санкт-Якоб                          | Груповий турнір  | [ 5 ]  |
| 18 | Макс Морлок           | 30', 60', 77'                    | ФРН            | 7-2            | Туреччина         | 1954            | 23 червня 1954 | Цюрих, Гардтурм                             | Груповий турнір  | [ 27 ] |
| 19 | Теодор Вагнер         | 25', 27', 53'                    | Австрія        | 7-5            | Швейцарія         | 1954            | 26 червня 1954 | Лозанна, Ла Понтез                          | Чвертьфінал      | [ 11 ] |
| 20 | Йозеф Гюгі            | 17', 19', 60'                    | Швейцарія      | 5-7            | Австрія           | 1954            | 26 червня 1954 | Лозанна, Ла Понтез                          | Чвертьфінал      | [ 11 ] |
| 21 | Жуст Фонтен           | 24', 30', 67'                    | Франція        | 7-3            | Парагвай          | 1958            | 8 червня 1958  | Норрчепінг, Ідроттспаркен                   | Груповий турнір  | [ 28 ] |
| 22 | Пеле                  | 52', 64', 75'                    | Бразилія       | 5-2            | Франція           | 1958            | 24 червня 1958 | Сульна, Росунда                             | Півфінал         | [ 29 ] |
| 23 | Жуст Фонтен           | 16', 36', 78', 89'               | Франція        | 6-3            | ФРН               | 1958            | 28 червня 1958 | Гетеборг, Уллеві                            | За III місце     | [ 6 ]  |
| 24 | Флоріан Альберт       | 1', 6', 53'                      | Угорщина       | 6-1            | Болгарія          | 1962            | 3 червня 1962  | Ранкагуа, Ель-Теньєте                       | Груповий турнір  | [ 30 ] |
| 25 | Еусебіу               | 27', 43' (пен.), 56', 59' (пен.) | Португалія     | 5-3            | Північна Корея    | 1966            | 23 липня 1966  | Ліверпуль, Гудісон Парк                     | Чвертьфінал      | [ 7 ]  |
| 26 | Джефф Герст           | 18', 101', 120'                  | Англія         | 4-2 (д.ч.)     | ФРН               | 1966            | 30 липня 1966  | Лондон, Вемблі                              | Фінал            | [ 12 ] |
| 27 | Герд Мюллер           | 27', 52', 88'                    | ФРН            | 5-2            | Болгарія          | 1970            | 7 червня 1970  | Леон, Ноу Камп                              | Груповий турнір  | [ 31 ] |
| 28 | Герд Мюллер           | 19', 26', 39'                    | ФРН            | 3-1            | Перу              | 1970            | 10 червня 1970 | Леон, Ноу Камп                              | Груповий турнір  | [ 32 ] |
| 29 | Душан Баєвич          | 8', 30', 81'                     | Югославія      | 9-0            | Заїр              | 1974            | 18 червня 1974 | Гельзенкірхен, Паркштадіон                  | Груповий турнір  | [ 33 ] |
| 30 | Анджей Шармах         | 30', 34', 50'                    | Польща         | 7-0            | Гаїті             | 1974            | 19 червня 1970 | Мюнхен, Олімпіаштадіон                      | Груповий турнір  | [ 34 ] |
| 31 | Роб Ренсенбрінк       | 40' (пен.), 62', 79' (пен.)      | Нідерланди     | 3-0            | Іран              | 1978            | 3 червня 1978  | Мендоса, Сан-Мартін                         | Груповий турнір  | [ 35 ] |
| 32 | Теофіло Кубільяс      | 36' (пен.), 39' (пен.), 79'      | Перу           | 4-1            | Іран              | 1978            | 11 червня 1978 | Кордова, Шато Каррерас                      | Груповий турнір  | [ 36 ] |
| 33 | Ласло Кішш            | 69', 72', 76'                    | Угорщина       | 10-1           | Сальвадор         | 1982            | 15 червня 1982 | Ельче                                       | Груповий турнір  | [ 37 ] |
| 34 | Карл-Гайнц Румменігге | 9', 57', 66'                     | ФРН            | 4-1            | Чилі              | 1982            | 20 червня 1982 | Хіхон, Ель-Молінон                          | Груповий турнір  | [ 38 ] |
| 35 | Збігнев Бонек         | 4', 26', 53'                     | Польща         | 3-0            | Бельгія           | 1982            | 28 червня 1982 | Барселона, Камп Ноу                         | Другий етап      | [ 39 ] |
| 36 | Паоло Россі           | 5', 25', 74'                     | Італія         | 3-2            | Бразилія          | 1982            | 5 липня 1982   | Барселона, Саррія                           | Другий етап      | [ 40 ] |
| 37 | Пребен Елк'яер-Ларсен | 11', 67', 80'                    | Данія          | 6-1            | Уругвай           | 1986            | 8 червня 1986  | Несауалькойотль, Неса 86                    | Груповий турнір  | [ 41 ] |
| 38 | Гарі Лінекер          | 9', 14', 34'                     | Англія         | 3-0            | Польща            | 1986            | 11 червня 1986 | Монтеррей, Текнолохіко                      | Груповий турнір  | [ 42 ] |
| 39 | Ігор Бєланов          | 27', 70', 111'                   | СРСР           | 3-4 (д.ч.)     | Бельгія           | 1986            | 15 червня 1986 | Леон, Ноу Камп                              | 1/8 фіналу       | [ 43 ] |
| 40 | Еміліо Бутрагеньйо    | 43', 57', 80', 89' (пен.)        | Іспанія        | 5-1            | Данія             | 1986            | 18 червня 1986 | Керетаро, Коррехідора                       | 1/8 фіналу       | [ 8 ]  |
| 41 | Мічел                 | 23', 61', 81'                    | Іспанія        | 3-1            | Південна Корея    | 1990            | 17 червня 1990 | Удіне, Фріулі                               | Груповий турнір  | [ 44 ] |
| 42 | Томаш Скугравий       | 12', 63', 82'                    | Чехословаччина | 4-1            | Коста-Рика        | 1990            | 23 червня 1990 | Барі, Сан-Нікола                            | 1/8 фіналу       | [ 45 ] |
| 43 | Габрієль Батістута    | 2', 44', 90' (пен.)              | Аргентина      | 4-0            | Греція            | 1994            | 21 червня 1994 | Бостон, Фоксборо                            | Груповий турнір  | [ 46 ] |
| 44 | Олег Саленко          | 15', 41', 44' (пен.), 72', 75'   | Росія          | 6-1            | Камерун           | 1994            | 28 червня 1994 | Сан-Франциско, Стенфорд                     | Груповий турнір  | [ 9 ]  |
| 45 | Габрієль Батістута    | 73', 78', 83' (пен.)             | Аргентина      | 5-0            | Ямайка            | 1998            | 21 червня 1998 | Париж, Парк де Пренс                        | Груповий турнір  | [ 47 ] |
| 46 | Мірослав Клозе        | 20', 25', 70'                    | Німеччина      | 8-0            | Саудівська Аравія | 2002            | 1 червня 2002  | Саппоро, Саппоро Доум                       | Груповий турнір  | [ 48 ] |
| 47 | Паулета               | 14', 65', 77'                    | Португалія     | 4-0            | Польща            | 2002            | 10 червня 2002 | Чонджу, Ворлд Кап                           | Груповий турнір  | [ 49 ] |
| 48 | Гонсало Ігуаїн        | 33', 76', 80'                    | Аргентина      | 4-1            | Південна Корея    | 2010            | 17 червня 2010 | Йоганнесбург, Соккер-Сіті                   | Груповий турнір  | [ 50 ] |
| 49 | Томас Мюллер          | 12' (пен.), 45+1', 78'           | Німеччина      | 4-0            | Португалія        | 2014            | 16 червня 2014 | Салвадор, Фонте-Нова                        | Груповий турнір  | [ 51 ] |
| 50 | Джердан Шачірі        | 6', 31', 71'                     | Швейцарія      | 3-0            | Гондурас          | 2014            | 26 червня 2014 | Манаус, Арена да Амазонія                   | Груповий турнір  | [ 52 ] |
| 51 | Кріштіану Роналду     | 4' (пен.), 44', 88'              | Португалія     | 3-3            | Іспанія           | 2018            | 15 червня 2018 | Сочі, Фішт                                  | Груповий турнір  | [ 53 ] |
| 52 | Гаррі Кейн            | 22' (пен.), 45+1' (пен.), 62'    | Англія         | 6-1            | Панама            | 2018            | 24 червня 2018 | Нижній Новгород, Стадіон Нижнього Новгорода | Груповий турнір  | [ 54 ] |
| 53 | Гонсалу Рамуш         | 17', 51', 67'                    | Португалія     | 6-1            | Швейцарія         | 2022            | 6 грудня 2022  | Лусаїл, Лусаїл-Айконік                      | 1/8 фіналу       | [ 55 ] |
| 54 | Кіліан Мбаппе         | 80' (пен.), 81', 118' (пен.)     | Франція        | 3-3 (2-4 пен.) | Аргентина         | 2022            | 18 грудня 2022 | Лусаїл, Лусаїл-Айконік                      | Фінал            | [ 2 ]  |

## Хет-трики за чемпіонатами світу
Хет-трики мали місце на кожному чемпіонаті світу, за винятком першості світу 2006 у Німеччині. Найбільше — 8 хет-триків — учасники світових чемпіонатів забили на чемпіонаті світу 1954 року у Швейцарії.
| Хет-трики | Чемпіонат світу | Футболісти                                                                                          |
| --------- | --------------- | --------------------------------------------------------------------------------------------------- |
| 8         | 1954            | Шандор Кочиш (2), Карлос Борхес, Еріх Пробст, Бурхан Саргин, Макс Морлок, Теодор Вагнер, Йозеф Гюгі |
| 4         | 1938            | Ернест Вілімовський, Леонідас да Сілва, Густав Веттерстрем, Гаррі Андерссон                         |
| 4         | 1982            | Ласло Кішш, Карл-Гайнц Румменігге, Збігнев Бонек, Паоло Россі                                       |
| 4         | 1986            | Пребен Елк'яер-Ларсен, Гарі Лінекер, Ігор Бєланов, Еміліо Бутрагеньйо                               |
| 3         | 1930            | Берт Петноуд, Гільєрмо Стабіле, Педро Сеа                                                           |
| 3         | 1934            | Едмунд Конен, Анджело Ск'явіо, Олдржих Неєдлий                                                      |
| 3         | 1958            | Жуст Фонтен (2), Пеле                                                                               |
| 2         | 1950            | Оскар Мігес, Адемір                                                                                 |
| 2         | 1966            | Еусебіу, Джефф Герст                                                                                |
| 2         | 1970            | Герд Мюллер (2)                                                                                     |
| 2         | 1974            | Душан Баєвич, Анджей Шармах                                                                         |
| 2         | 1978            | Роб Ренсенбрінк, Теофіло Кубільяс                                                                   |
| 2         | 1990            | Мічел, Томаш Скугравий                                                                              |
| 2         | 1994            | Габрієль Батістута, Олег Саленко                                                                    |
| 2         | 2002            | Мірослав Клозе, Паулета                                                                             |
| 2         | 2014            | Томас Мюллер, Джердан Шачірі                                                                        |
| 2         | 2018            | Кріштіану Роналду, Гаррі Кейн                                                                       |
| 2         | 2022            | Гонсалу Рамуш, Кіліан Мбаппе                                                                        |
| 1         | 1962            | Флоріан Альберт                                                                                     |
| 1         | 1998            | Габрієль Батістута                                                                                  |
| 1         | 2010            | Гонсало Ігуаїн                                                                                      |

## Хет-трики за збірними
Авторами хет-триків ставали представники 23 збірних, що брали участь у світових першостях з футболу. Найбільшу кількість хет-триків зробили німецькі футболісти (гравці збірних Німеччини та ФРН).
| Хет-трики | Збірні         | Футболісти                                                                                      |
| --------- | -------------- | ----------------------------------------------------------------------------------------------- |
| 7         | Німеччина      | Едмунд Конен, Макс Морлок, Герд Мюллер (2), Карл-Гайнц Румменігге, Мірослав Клозе, Томас Мюллер |
| 4         | Аргентина      | Гільєрмо Стабіле, Габрієль Батістута (2), Гонсало Ігуаїн                                        |
| 4         | Угорщина       | Шандор Кочиш (2), Флоріан Альберт, Ласло Кішш                                                   |
| 4         | Португалія     | Еусебіу, Паулета, Кріштіану Роналду, Гонсалу Рамуш                                              |
| 3         | Англія         | Джефф Герст, Гарі Лінекер, Гаррі Кейн                                                           |
| 3         | Бразилія       | Леонідас да Сілва, Адемір, Пеле                                                                 |
| 3         | Польща         | Ернест Вілімовський, Анджей Шармах, Збігнев Бонек                                               |
| 3         | Уругвай        | Педро Сеа, Оскар Мігес, Карлос Борхес                                                           |
| 3         | Франція        | Жуст Фонтен (2), Кіліан Мбаппе                                                                  |
| 2         | Австрія        | Еріх Пробст, Теодор Вагнер                                                                      |
| 2         | Іспанія        | Еміліо Бутрагеньйо, Мічел                                                                       |
| 2         | Італія         | Анджело Ск'явіо, Паоло Россі                                                                    |
| 2         | Чехословаччина | Олдржих Неєдлий, Томаш Скугравий                                                                |
| 2         | Швейцарія      | Йозеф Гюгі, Джердан Шачірі                                                                      |
| 2         | Швеція         | Густав Веттерстрем, Гаррі Андерссон                                                             |
| 1         | Данія          | Пребен Елк'яер-Ларсен                                                                           |
| 1         | Нідерланди     | Роб Ренсенбрінк                                                                                 |
| 1         | Перу           | Теофіло Кубільяс                                                                                |
| 1         | Росія          | Олег Саленко                                                                                    |
| 1         | СРСР           | Ігор Бєланов                                                                                    |
| 1         | США            | Берт Петноуд                                                                                    |
| 1         | Туреччина      | Бурхан Саргин                                                                                   |
| 1         | Югославія      | Душан Баєвич                                                                                    |